# Chinoperla reducta
Chinoperla reducta és una espècie d'insecte plecòpter pertanyent a la família dels pèrlids. Es troba a Malèsia: Sumatra.